# ブータン協同党
ブータン協同党（ブータンきょうどうとう、ゾンカ語: འབྲུག་མཉམ་རུབ་ཚོགས་པ、ワイリー方式：’brug nyam-rub tshogs-pa、英語：Druk Nyamrup Tshogpa、略称：DNT）は、ブータンの政党である。党首はドルジ・チョデン（初代）。

## 概要
2013年の第2回国民議会選挙に参戦した新政党の1つ。予備選挙では得票率17.1%、47選挙区中2選挙区で勝利したが、3位敗退。2018年9月15日に執行された第3回国民議会選挙の予備選挙では得票率31.8％で1位となり、はじめて本選挙に進出。10月18日の投票の結果、半数を超える30議席を獲得し政権を獲得した。2023年11月30日に執行された第4回国民議会選挙の予備選挙では与党として臨んだが全体で4位の得票率13.12％にとどまり敗退し、本選挙を待たずして政権交代が確定した。